# Gray (Gemeinde Deutsch-Griffen)
Gray, im 19. Jahrhundert Grai, ist eine Ortschaft in der Gemeinde Deutsch-Griffen im Bezirk St. Veit an der Glan in Kärnten. Die Ortschaft erstreckt sich über die gesamte nördliche Hälfte des Gemeindegebiets, zählt aber nur 22 Einwohner (Stand 1. Jänner 2025).

## Lage
Zur Ortschaft Gray gehören alle Gebäude in der nördlichen Hälfte der Gemeinde Deutsch-Griffen, beginnend ab etwa 6 km Luftlinie nordnordwestlich des Gemeindehauptorts Deutsch Griffen. 
Das sind im oberen Teil des Griffenertals die Höfe Wernig (Haus Nr. 3), Stichaler (Nr. 4 und Nr. 12), Stehringer (Störinger; Nr. 5), Gurl (Guhrl; Nr. 6), Klees (Kless; Nr. 7 und Nr. 11), Radischer (Raditscher; Nr. 8 und 9), Stark (Nr. 14) und Schmiedl sowie an den Hängen am Talschluss des Griffenertals die Fischerhütte, die Jurihütte und die Luckenhütte.
Auch die Gebäude im nördlichsten Teil des Gemeindegebiets, das von den Häusern im oberen Teil des Griffenertals auf dem Straßenweg nur über eine Strecke von etwa 35 km über die Flattnitz erreichbar ist und nach Norden, zur Mur hin entwässert, gehören zur Ortschaft Gray. Dazu zählen die Deckerhütte, die Dümmüllerhütte, die (bischöfliche) Fürstenhütte (Nr. 30), die Hütte am Hirnkopf (Nr. 33), die Joglhütte, die Michlebenalm, die Minkendorfer-Weißenbach-Alpe (Nr. 25), die Moserhütte (Starkalpe in Guttenbrunn-Schattseite; Nr. 21; in der Nähe stehen die Häuser Nr. 23, 24 und 27), die Rapitzhütte, die Sandnerhütte, die Seppelealm (Nr. 35), die Steringeralm, die Winterthalerhütte (Nr. 36) und die Zelinalm.

## Geschichte
Ab Gründung der politischen Gemeinden Mitte des 19. Jahrhunderts gehörte Gray zur Gemeinde Deutsch-Griffen. Bei der Kärntner Gemeindestrukturreform von 1973 kam der Ort an die damals neu errichtete Gemeinde Weitensfeld-Flattnitz, seit deren Auflösung 1991 gehört Gray wieder zur Gemeinde Deutsch-Griffen.

## Bevölkerungsentwicklung
Für die Ortschaft ermittelte man folgende Einwohnerzahlen:
- 1869: 14 Häuser, 77 Einwohner[2]
- 1880: 11 Häuser, 72 Einwohner[3]
- 1890: 13 Häuser, 79 Einwohner[4]
- 1900: 11 Häuser, 67 Einwohner[5]
- 1910: 26 Häuser (davon 14 Almhäuser und -hütten), 33 Einwohner[6]
- 1923: 23 Häuser (davon 14 Almhäuser und -hütten), 68 Einwohner[7]
- 1934: 37 Einwohner[8]
- 1951: 22 Häuser (davon 14 Almhäuser und -hütten), 24 Einwohner
- 1961: 25 Häuser (davon 22 Almhäuser und -hütten), 9 Einwohner[9]
- 2001: 18 Gebäude (davon 7 mit Hauptwohnsitz) mit 18 Wohnungen und 9 Haushalten; 18 Einwohner und 7 Nebenwohnsitzfälle; 2 Arbeitsstätten, 4 land- und forstwirtschaftliche Betriebe[10]
- 2011: 19 Gebäude, 15 Einwohner, 6 Haushalte, 0 Arbeitsstätten[11]
- 2021: 14 Gebäude, 22 Einwohner, 5 Haushalte, 6 Arbeitsstätten[12]